# Ko e Iki he Lagi
Ko e Iki he Lagi (deutsch „Der Herr im Himmel“) ist die Nationalhymne des pazifischen Inselstaats Niue.

## Geschichte
Während Niues Geschichte als neuseeländisches Gebiet war Niues Nationalhymne die neuseeländische „God Defend New Zealand“. „God Save the Queen“ wurde ebenfalls benutzt und wird noch heute als die königliche Hymne Neuseelands gespielt. „Ko e Iki he Lagi“ wurde noch vor 1970 geschrieben. Man weiß nicht, wer die Hymne geschrieben hat, aber sie wurde von Sioeli Fusikata komponiert. Als sie 1963 geschrieben wurde, war sie eine bekannte Melodie auf Niue. Während der South Pacific Games benutzte Niue die Flagge Neuseelands als die Flagge Niues. Niue benutzte Ko e Iki he Lagi als deren Hymne anstelle von God Defend New Zealand, weil die Organisatoren es angefragt hatten, dass „identifying tunes“ benutzt werden sollen, um die Länder zu repräsentieren. Niue verlor jedoch jede Ausscheidung, sodass Ko e Iki he Lagi nicht vorgespielt werden konnte.
1974, dasselbe Jahr, in dem das Konstrukt der freien Assoziation mit Neuseeland in Gang gesetzt wurde, offizialisierte sich Ko e Iki he Lagi als Niues Nationalhymne. "God Save the Queen" wurde als die königliche Hymne Niues bewahrt.

## Text auf Niueanisch
Niueanischer Wortlaut des Textes:
Ko e Iki he Lagi

Kua fakaalofa mai

Ki Niue nei, ki Niue nei

Kua pule totonu

E Patuiki toatu

Kua pule okooko ki Niue nei

Ki Niue nei, ki Niue nei

Ki Niue nei, ki Niue nei

Ki Niue nei, ki Niue nei

Ki Niue nei

Kua pule okooko ki Niue nei

Kua pule ki Niue nei

## Deutsche Übersetzung
Der Herr im Himmel

Welcher Niue liebt

Wer freundlich regiert

Der Allmächtige

Wer Niue komplett beherrscht.
übet Niue, übet Niue,
übet Niue, übet Niue,
übet Niue, übet Niue,
übet Niue,
Wer Niue komplett beherrscht.

Wer über Niue wacht.